# نينا سيرانو
نينا سيرانو (بالإنجليزية: Nina Serrano)‏ هي كاتِبة وشاعرة أمريكية، ولدت في 1934.